# Rotherham (Nowa Zelandia)
Rotherham – miasto w Nowej Zelandii, na Wyspie Południowej, w regionie Canterbury.